# Paramysis agigensis
Paramysis agigensis är en kräftdjursart som beskrevs av Mihai Bacescu 1940. Paramysis agigensis ingår i släktet Paramysis och familjen Mysidae. Inga underarter finns listade i Catalogue of Life.